# Retiro Copihue Airport
Retiro Copihue Airport är en flygplats i Chile.   Den ligger i provinsen Provincia de Linares och regionen Región del Maule, i den södra delen av landet, 300 km söder om huvudstaden Santiago de Chile. Retiro Copihue Airport ligger 175 meter över havet.
Terrängen runt Retiro Copihue Airport är platt. Närmaste större samhälle är Parral, 8,3 km sydväst om Retiro Copihue Airport.
Trakten runt Retiro Copihue Airport består till största delen av jordbruksmark. Runt Retiro Copihue Airport är det ganska glesbefolkat, med 21 invånare per kvadratkilometer.